# Trofeo Alfredo Binda-Comune di Cittiglio 2025
De 49e editie van de Italiaanse wielerwedstrijd Trofeo Alfredo Binda-Comune di Cittiglio werd gehouden op zondag 16 maart 2025. De start lag in de plaats Luino en de aankomst in Cittiglio, ten oosten van het Lago Maggiore in Lombardije. Het was de zesde wedstrijd van de UCI Women's World Tour 2025. De Italiaanse Elisa Balsamo was de titelverdedigster en won ook de editie van dit jaar, door in de sprint voor Blanka Vas en Cat Ferguson te finishen.

## Deelnemende ploegen
Aan de start stonden 24 ploegen: de vijftien World Tourploegen, aangevuld met drie ProTeams en zes continentale ploegen.

## Uitslag
| Plaats  | Naam                   | Ploeg                    | Tijd    |
| ------- | ---------------------- | ------------------------ | ------- |
| Winnaar | Elisa Balsamo          | Lidl-Trek                | 4u0'19" |
| 2       | Blanka Vas             | Team SD Worx-Protime     | z.t.    |
| 3       | Cat Ferguson           | Movistar Team            | z.t.    |
| 4       | Marianne Vos           | Team Visma\|Lease a Bike | z.t.    |
| 5       | Letizia Paternoster    | Liv AlUla Jayco          | z.t.    |
| 6       | Noemi Rüegg            | EF Education-Oatly       | z.t.    |
| 7       | Puck Pieterse          | Fenix-Deceuninck         | z.t.    |
| 8       | Monica Trinca Colonel  | Liv AlUla Jayco          | z.t.    |
| 9       | Kimberley Le Court     | AG Insurance-Soudal      | z.t.    |
| 10      | Elisa Longo Borghini   | UAE Team ADQ             | z.t.    |
| 11      | Demi Vollering         | FDJ-SUEZ                 | z.t.    |
| 12      | Olivia Baril           | Movistar Team            | z.t.    |
| 13      | Karlijn Swinkels       | UAE Team ADQ             | z.t.    |
| 14      | Nadia Quagliotto       | Cofidis                  | z.t.    |
| 15      | Dominika Włodarczyk    | UAE Team ADQ             | z.t.    |
| 16      | Pfeiffer Georgi        | Team Picnic PostNL       | z.t.    |
| 17      | Justine Ghekiere       | AG Insurance-Soudal      | + 5"    |
| 18      | Pauline Ferrand-Prévot | Team Visma\|Lease a Bike | z.t.    |
| 19      | Steffi Häberlin        | Team SD Worx-Protime     | + 8"    |
| 20      | Cédrine Kerbaol        | EF Education-Oatly       | z.t.    |

## Uitslag Piccolo Trofeo Binda-Valli del Verbano
De junioren reden 72,7 kilometer vanuit Luino naar Cittiglio. Aan de race namen nationale ploegen deel uit Denemarken, Duitsland, Frankrijk, Groot-Brittannië, Polen, Slovenië, Spanje en Zwitserland. Uit Frankrijk kwam het regionale team Auvergne Rhone Alpes. Naast deze negen ploegen reden twintig wielerverenigingen mee.
| Plaats  | Naam             | Ploeg                            | tijd     |
| ------- | ---------------- | -------------------------------- | -------- |
| Winnaar | Megan Arens      | Grouwels-Watersley R&D Road Team | 1u55'54" |
| 2       | Sidney Swierenga | Grouwels-Watersley R&D Road Team | + 13"    |
| 3       | Anja Grossmann   | Zwitserland                      | + 18"    |
| 4       | Auke De Buysser  | AG Insurance-NXTG U19 Team       | + 1'23"  |
| 5       | Erin Boothman    | Verenigd Koninkrijk              | z.t.     |
| 6       | Linda Sanarini   | Burzoni-VO2 Team Pink            | z.t.     |
| 7       | Elisa Bianchi    | Burzoni-VO2 Team Pink            | z.t.     |
| 8       | Maria Okrucinska | Grouwels-Watersley R&D Road Team | z.t.     |
| 9       | Ida Dam Fialla   | Denemarken                       | z.t.     |
| 10      | Abigail Miller   | Verenigd Koninkrijk              | z.t.     |

1974 · 1975 · 1976 · 1977 · 1978 · 1979 · 1980 · 1981 · 1982 · 1983 · 1984 · 1985 · 1986 · 1987 · 1988 · 1989 · 1990 · 1991 · 1992 · 1993 · 1994 · 1995 · 1996 · 1997 · 1998 · 1999 · 2000 · 2001 · 2002 · 2003 · 2004 · 2005 · 2006 · 2007 · 2008 · 2009 · 2010 · 2011 · 2012 · 2013 · 2014 · 2015 · 2016 · 2017 · 2018 · 2019 · 2020 · 2021 · 2022 · 2023 · 2024 · 2025
Tour Down Under ·
Cadel Evans Great Ocean Road Race ·
Ronde van de Verenigde Arabische Emiraten ·
Omloop Het Nieuwsblad ·
Strade Bianche ·
Trofeo Alfredo Binda-Comune di Cittiglio ·
Milaan-San Remo ·
Brugge-De Panne ·
Gent-Wevelgem ·
Ronde van Vlaanderen ·
Parijs-Roubaix ·
Amstel Gold Race ·
Waalse Pijl ·
Luik-Bastenaken-Luik ·
Ronde van Spanje ·
Ronde van het Baskenland ·
Ronde van Burgos ·
Ronde van Groot-Brittannië ·
Ronde van Zwitserland ·
Copenhagen Sprint · 
Ronde van Italië ·
Ronde van Frankrijk ·
Ronde van Romandië ·
Ronde van Scandinavië ·
GP de Plouay-Bretagne ·
Simac Ladies Tour ·
Ronde van Chongming ·
Ronde van Guangxi